# Lee Mi-kyung (Leichtathletin)
Lee Mi-kyung (* 26. Mai 1975) ist eine ehemalige südkoreanische Marathonläuferin.
1994 und 1995 gewann sie den Dong-A-Marathon. 1996 wurde sie mit ihrer persönlichen Bestzeit von 2:32:13 h Zweite beim Dong-A-Marathon und qualifizierte sich damit für die Olympischen Spiele in Atlanta, wo sie jedoch nicht das Ziel erreichte.